# No Filter Tour
 No Filter Tour    — сорок восьмий концертний  тур легендарного британського рок-гурту The Rolling Stones у країнах Європи в 2017 та 2018 роках на підтримку  їх двадцять п'ятого  студійного альбому  Blue and Lonesome (2016). 

## Сет-ліст
Загалом 22 пісні були виконані під час першого етапу туру в 2017 році.
1. Sympathy for the Devil
2. It's Only Rock 'n' Roll (But I Like It)
3. Tumbling Dice
4. Just Your Fool
5. Ride 'Em on Down
6. Under My Thumb
7. She's a Rainbow
8. You Can't Always Get What You Want
9. Paint It Black
10. Miss You
11. Happy
12. Slipping Away
13. Midnight Rambler
14. Honky Tonk Women
15. Street Fighting Man
16. Start Me Up
17. Brown Sugar
18. (I Can't Get No) Satisfaction
19. Gimme Shelter [на біс]
20. Jumpin' Jack Flash [на біс]

## Концерті дати
| Дата            | Місто           | Країна            | Місце проведення      | Розігрів                  | Глядачі      |
| --------------- | --------------- | ----------------- | --------------------- | ------------------------- | ------------ |
| 9 вересня 2017  | Гамбург         | Німеччина         | Стадтпарк             | Kaleo                     | 82000 [A]    |
| 12 вересня 2017 | Мюнхен          | Німеччина         | Олімпійський стадіон  | Kaleo                     | 70000        |
| 16 вересня 2017 | Шпільберг       | Австрія           | Ред Бул Ринг          | John Lee Hooker Jr. Kaleo | 95000        |
| 20 вересня 2017 | Цюрих           | Швейцарія         | Летцигрунд            | The Struts                | 48000        |
| 23 вересня 2017 | Лукка           | Італія            | Mura Storiche         | The Struts                | 55000 [B]    |
| 27 вересня 2017 | Барселона       | Іспанія/Каталонія | Олімпійський стадіон  | Los Zigarros              | 50000        |
| 30 вересня 2017 | Амстердам       | Нідерланди        | Амстердам-Арена       | De Staat                  | 65000        |
| 3 жовтня 2017   | Копенгаген      | Данія             | Паркен                | Rival Sons                | 45000        |
| 9 жовтня 2017   | Дюссельдорф     | Німеччина         | Esprit Arena          | Rival Sons                | 45000        |
| 12 жовтня 2017  | Стокгольм       | Швеція            | Friends Arena         | The Hellacopters          | 55296        |
| 15 жовтня 2017  | Арнем           | Нідерланди        | GelreDome             | Leon Bridges              | 33000        |
| 19 жовтня 2017  | Париж (Нантерр) | Франція           | U Arena [C]           | Cage the Elephant         | 109126       |
| 22 жовтня 2017  | Париж (Нантерр) | Франція           | U Arena [C]           | Cage the Elephant         | 109126       |
| 25 жовтня 2017  | Париж (Нантерр) | Франція           | U Arena [C]           | Cage the Elephant         | 109126       |
| 17 травня 2018  | Дублін          | Ірландія          | Стадіон «Кроук Парк»  | —                         | —            |
| 22 травня 2018  | Лондон          | Англія            | Олімпійський стадіон  | —                         | —            |
| 25 травня 2018  | Лондон          | Англія            | Олімпійський стадіон  | —                         | —            |
| 5 червня 2018   | Манчестер       | Англія            | «Олд Траффорд»        | —                         | —            |
| 9 червня 2018   | Единбург        | Шотландія         | Стадіон «Мюррейфілд»  | —                         | —            |
| 15 червня 2018  | Кардіфф         | Уельс             | Стадіон «Мілленіум»   | —                         | —            |
| 19 червня 2018  | Лондон          | Англія            | Стадіон «Твікенем»    | —                         | —            |
| 22 червня 2018  | Берлін          | Німеччина         | Олімпійський стадіон  | —                         | —            |
| 26 червня 2018  | Марсель         | Франція           | «Велодром»            | —                         | —            |
| 30 червня 2018  | Штутгарт        | Німеччина         | «Мерседес-Бенц Арена» | —                         | —            |
| 4 липня 2018    | Прага           | Чехія             | Аеропорт «Letňany»    | —                         | —            |
| 8 липня 2018    | Варшава         | Польща            | Національний стадіон  | —                         | —            |
| Всього          | Всього          | Всього            | Всього                | 755,345 / 755,345 (100%)  | $119,957,689 |

A Плюс 15000 глядачів за межами місця проведення в Гамбурзі
B Цей концерт був частиною  "Lucca Summer Festival"
C The Rolling Stones першими виступили на даній новій арені Парижа

## Команда туру

### The Rolling Stones
- Мік Джаггер: фронтмен, гітари, гармоніка
- Кіт Річардс: гітари, бек-вокал, основний вокал
- Чарлі Воттс: ударні
- Ронні Вуд: гітари

### Гастрольні музиканти
- Дерріл Джонс: бас-гітара, бек-вокал
- Саша Аллен: бек-вокал
- Карл Денсон: саксофон
- Тім Ріс: саксофон, клавішні
- Чак Лівель: клавішні, бек-вокал, ударні
- Метт Кліффорд: клавішні, ударні, валторна (французький горн)
- Бернард Фовлер: бек-вокал, ударні